# Callum Smith
Callum Smith (født 23. april 1990 i Liverpool, Merseyside i England) er en britisk professionel bokser, der har været Europæisk, britisk og WBC sølv supermellemvægt-mester mellem 2015 og 2017. Han deltager i World Boxing Super Series’ supermellemvægts-turnering hvor han vandt sin første kamp ved at besejre svenske Erik Skoglund via en enstemmig afgørelse
Han er den yngste af Smiths brødrene - Paul, Stephen, og Liam - alle er professionelle boksere.
I sin professionelle karriere har han besejret bemærkelsesværdige navne som Patrick Mendy, Ruben Eduardo Acosta, Nikola Sjekloća, Christopher Rebrassé, Rocky Fielding, Hadillah Mohoumadi og Luke Blackledge.